# محمد أحمد إرنق
محمد أحمد سعيد أحمد الفضل المعروف بـمحمد أحمد إرنق هو لاعب كرة قدم سوداني، ولد في 20 أكتوبر 1997 في السودان.

## وصلات خارجية
- محمد أحمد إرنق على موقع إي إس بي إن إف سي (الإنجليزية)
- محمد أحمد إرنق على موقع قاعدة بيانات كرة القدم.إي يو (الإنجليزية)
- محمد أحمد إرنق على موقع ناشيونال فوتبول تيمز (الإنجليزية)
- محمد أحمد إرنق على موقع Soccerway.com (الإنجليزية)
- محمد أحمد إرنق على موقع عالم كرة القدم.نت (الإنجليزية)